# هوب إيمرسون
هوب إيمرسون (بالإنجليزية: Hope Emerson)‏ هي مغنية وممثلة أمريكية، ولدت في 29 أكتوبر 1897 في الولايات المتحدة، وتوفيت في 25 أبريل 1960 بهوليوود في الولايات المتحدة.

## أعمال

### أفلام
- (1954) ليلة كازانوفا الكبيرة

## ترشيحات
- جائزة الأوسكار لأفضل ممثلة مساعدة (1950)

## وصلات خارجية
- هوب إيمرسون على موقع IMDb (الإنجليزية)
- هوب إيمرسون على موقع ألو سيني (الفرنسية)
- هوب إيمرسون على موقع تيرنر كلاسيك موفيز (الإنجليزية)
- هوب إيمرسون على موقع أول موفي (الإنجليزية)
- هوب إيمرسون على موقع قاعدة بيانات برودواي على الإنترنت (الإنجليزية)
- هوب إيمرسون على موقع قاعدة بيانات الأفلام السويدية (السويدية)
- هوب إيمرسون على موقع إن إن دي بي (الإنجليزية)
- هوب إيمرسون على موقع قاعدة بيانات الفيلم (الإنجليزية)
- هوب إيمرسون على موقع كينوبويسك (الروسية)